# باما گروپن
باما گروپن (انگلیسی: Bama Gruppen) شرکت عمده‌فروشی نروژی است، که در سال ۱۸۸۶ تأسیس شد.